# Conflitos judiciais entre Trazendo a Arca e Ministério Apascentar
Os conflitos judiciais entre Trazendo a Arca e Ministério Apascentar foram um conjunto de processos judiciais envolvendo músicos da banda brasileira Trazendo a Arca contra a liderança da igreja evangélica Ministério Apascentar, representada pelo pastor Marcus Gregório. O início das tensões entre as partes se deu nos últimos meses de 2006, quando sete músicos da banda Toque no Altar começaram a discordar da criação de uma gravadora chamada Toque no Altar Music e, sem consenso, decidiram deixar o grupo e formar um novo conjunto musical.
Para reverter a situação e impedir com que os músicos se apresentassem com o repertório do Toque no Altar, iniciou-se um processo judicial por quebra de contrato. Em 2007, ambas as partes desenvolveram uma série de disputas na justiça para a detenção da marca Toque no Altar. Em 2009, a igreja Ministério Apascentar perdeu o nome na justiça para os cantores Davi Sacer e Luiz Arcanjo, compositores da canção "Toque no Altar". No mesmo ano, após uma reunião de conciliação, a banda e a liderança da igreja decidiram suspender os processos judiciais, garantindo os direitos autorais de toda a discografia original do Toque no Altar para os integrantes do Trazendo a Arca.
As disputas judiciais entre Trazendo a Arca e Ministério Apascentar foi um dos casos de judicialização de maior notoriedade da música cristã contemporânea no Brasil, e levantou diferentes figuras em defesa e acusação da banda, entre elas Silas Malafaia (em apoio a igreja) e músicos e bandas como Diante do Trono (em apoio ao Trazendo a Arca). Anos depois, maior parte dos músicos afirmaram não se arrepender da decisão que tomaram. Em janeiro de 2018, Marcus Gregório chegou a ser preso temporariamente por suspeita de lavagem de dinheiro.

## Contexto
No início da década de 2000, o pastor Marcus Gregório recrutou músicos membros da igreja Ministério Apascentar para a formação de um grupo musical de repertório autoral. A ideia de Marcus era compor uma banda assalariada, de dedicação exclusiva. Entre os músicos selecionados, estavam os cantores e compositores Davi Sacer e Luiz Arcanjo, além de instrumentistas como André Mattos, Deco Rodrigues, Marcell Compan e Leandro Silva. No final de 2003, foram lançados os álbuns Toque no Altar e Restituição, que deram notoriedade instantânea ao grupo, formado em Nova Iguaçu, na Baixada Fluminense. De acordo com a igreja, os integrantes tinham um contato vigente até abril de 2011 com a gravadora Toque no Altar Music.
Nos anos seguintes, o sucesso do grupo alcançou marcas comerciais significativas. Originalmente chamado de Ministério Apascentar de Nova Iguaçu, em referência a igreja, o nome do conjunto mudou para Toque no Altar em 2005. O nome da banda surgiu com a música "Toque no Altar", escrita por Sacer e Arcanjo. Em 2006, o álbum Olha pra Mim vendeu 185 mil cópias no lançamento, um status considerado grande para uma banda sem gravadora. Naquele ano, a banda também tinha lançado o DVD Toque no Altar e Restituição, e no final do ano lançaria outro DVD com o repertório do projeto de estúdio Deus de Promessas (2005).

## Conflito
No segundo semestre de 2006, Marcus Gregório decidiu criar uma gravadora não apenas para distribuir as obras da banda, mas também lançar outros artistas. O primeiro lançamento da gravadora seria o DVD Deus de Promessas ao Vivo, gravado durante um show no Rio de Janeiro em outubro de 2006. Para a direção da nova gravadora, Mauricio Soares, ex-diretor da Line Records e ex-funcionário da MK Music, foi contratado. Deus de Promessas ao Vivo foi lançado em dezembro, e em janeiro de 2007 boatos de que a banda tinha se separado começaram a se proliferar na rede social Orkut.

### A versão do Ministério Apascentar

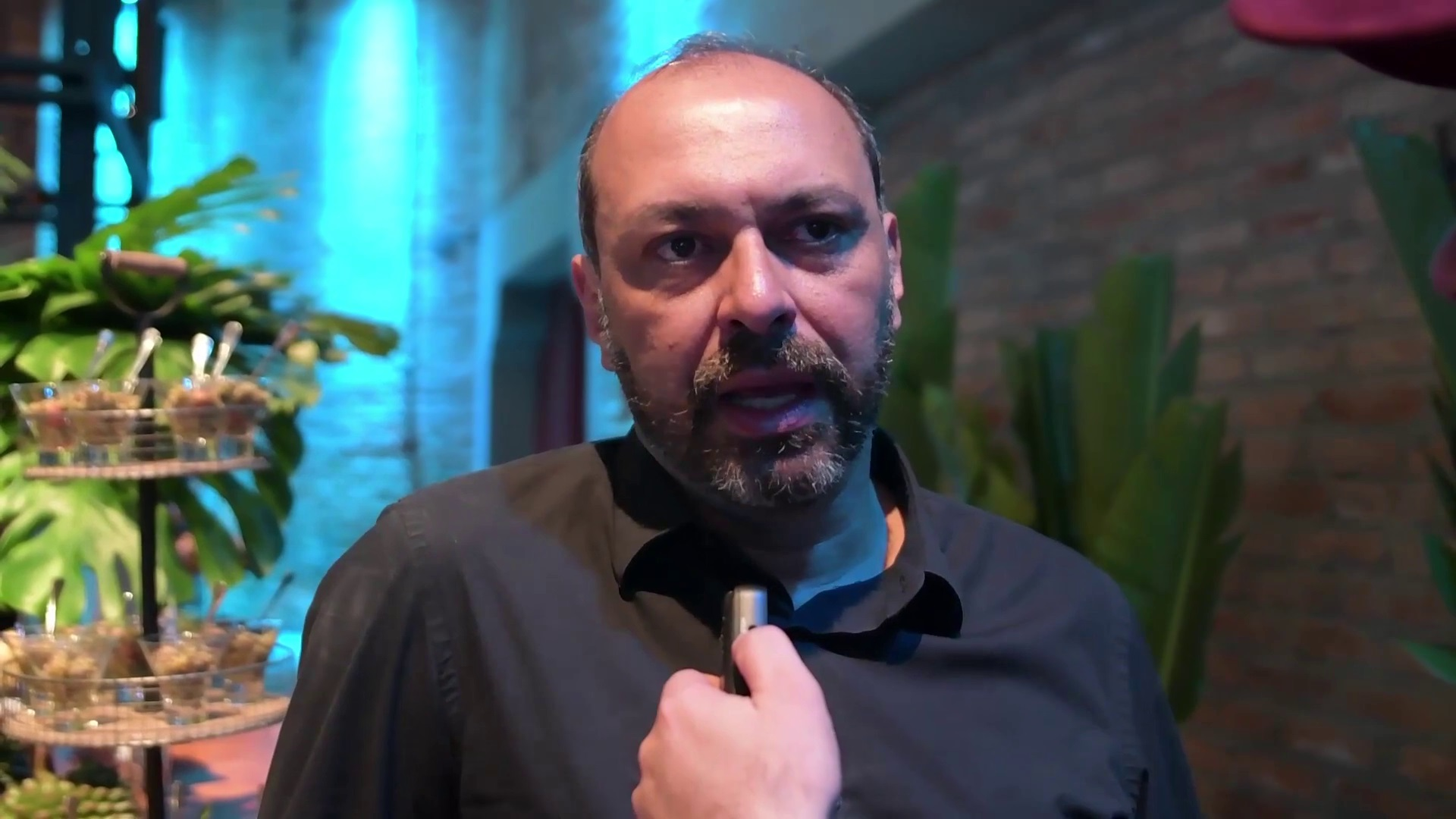
Mauricio Soares (em foto de 2019) representou o Toque no Altar em comunicado enviado à imprensa.

Soares, representando a gravadora Toque no Altar Music, liberou um comunicado em 1 de fevereiro de 2007. No texto, o diretor afirmou que a marca Toque no Altar pertencia à igreja Ministério Apascentar e que as tensões entre os ex-integrantes e a gravadora tinham se iniciado em novembro de 2006:

Desde o mês de novembro de 2006, os integrantes Luis Arcanjo (sic), André Rodrigues e André Matos (sic), começaram a demonstrar, mal veladamente (com suas ações e omissões) interesse em desligarem-se do ministério; infelizmente, ao invés de expressarem clara e objetivamente suas intenções diretamente ao Pr. Marcus Gregório, optaram pela pura e simples ruptura, decidindo unilateralmente passar a não mais cumprirem com suas obrigações contratuais, e o que é mais lamentável, rompendo com os laços fraternais e os vínculos de submissão espiritual que deviam ao Ministério Apascentar de nova Iguaçu, consequentemente, ao próprio Pr. Marcus Gregório; após algumas frustradas tentativas de reaproximação por parte do Pr. Marcus Gregório, restou claro que a decisão dos referidos integrantes foi mesmo a de rompimento sumário.
No comunicado, Mauricio argumentou também que os ex-integrantes agiram de má-fé por terem anunciado o nome de uma nova banda, chamada Trazendo a Arca, e marcado shows pelo país. Ele afirmou que isso se configurava em quebra de contrato, que proibia a apresentação dos músicos mesmo como uma outra banda, entrevistas para veículos de imprensa, o uso da marca "Toque no Altar" e também previa a proibição de tocarem músicas da ex-banda. Segundo o diretor, os integrantes do Trazendo a Arca receberam uma notificação extrajudicial em 27 de janeiro de 2007 num show no bairro de Campo Grande, na cidade do Rio de Janeiro.

### A versão do Trazendo a Arca
A marca "Trazendo a Arca" foi registrada no Instituto Nacional da Propriedade Industrial em fevereiro de 2007. Em março, Davi Sacer foi o primeiro integrante a se manifestar publicamente sobre a divisão da banda. Na ocasião, ele confirmou que uma nova banda tinha surgido, criticou a afirmação de que os músicos tinham agido com rebeldia e que a decisão de sair do Toque no Altar tinha se dado unicamente pela criação da gravadora Toque no Altar Music. Na ocasião, o cantor disse que "não vejo problema em ser uma gravadora, não estou dizendo que o meu amado Pastor Marcus Gregório está errado, só estou dizendo que não foi pra isso que Deus me levou para lá, não foi essa a visão".
A advogada da banda, Flávia Marques Farias, liberou um comunicado direcionado a rádios e contratantes de shows. Ela acusou que contratantes de shows, gravadoras e rádios estavam sendo "ameaçados e informados com inverdades" e que uma medida judicial promovida pela gravadora Toque no Altar Music, que impedia os integrantes do Trazendo a Arca de fazer shows ou gravações, tinha sido derrubada pela Sétima Câmara Cível do Tribunal de Justiça do Rio de Janeiro.
Mais tarde, Verônica Sacer foi a segunda integrante a se manifestar publicamente sobre a divisão da banda que:

Por motivos de ordem administrativa foi que chegou a esse desfecho; trabalhamos por mais de cinco anos debaixo da autoridade do Pr. Marcus e nunca lhe causamos problemas como: insubmissão, fofocas, enfim...tínhamos isso como princípios, é lógico que nesses anos todos vivíamos situações que não entendíamos até não aceitávamos, mas por causa desses princípios não perguntávamos nada, às poucas vezes que tínhamos tentado algum tipo de esclarecimento de fatos éramos tidos como problemáticos, feridos de alma e em vista disso desistíamos de tais esclarecimentos, só que existiram situações muito mais agravantes que prefiro não expô-las, torno a dizer que todas elas são de cunho administrativo. Um desses nossos motivos é uma coisa que é só o Sr. entrar no site do Toque no Altar e você verá que hoje o Toque no Altar é uma gravadora, fato que não chegou ao nosso conhecimento, só descobrimos quando já estava tudo decidido, se esta é uma visão do Pr. Marcus nós respeitamos; mas só que não é a nossa, a essência não foi essa, Deus não nos chamou para sermos uma gravadora, mas para sermos esse grupo abençoado, que toda a nação pode atestar. Há 88 dias tentamos essa conversa com o Pr. Marcus Gregório sobre estes e outros motivos, que nos decepcionaram muito, mas ele se negou a responder, e por último lhe perguntamos se haveria mudança, e infelizmente o que ouvimos era que não haveria.
Meses depois, Luiz Arcanjo também comentou o assunto quando questionado em uma entrevista em julho de 2007. O vocalista foi mais discreto, dizendo que "Deus nos deu uma palavra para que nós recomeçássemos, para que reconstruíssemos alguns valores que haviam sido perdidos ao longo do tempo, ao longo desses anos de Ministério. Então nós decidimos zerar a partida e começar tudo de novo".
Em 2008, Davi Sacer falou sobre a saída dos músicos para a revista Eclésia:
Quando saímos do Ministério Apascentar e da igreja, não levamos um membro sequer. Também não fizemos proselitismo ou montamos nova denominação. Simplesmente entendemos que, pelas situações que ocorreram, Deus estava nos dando uma outra direção, e resolvemos segui-la. Obviamente, isso causou muitos constrangimentos, porque ninguém quer perder algo que está dando certo. Infelizmente, surgiram muitos comentários, boatos e fofocas. [...] Porém, o negócio estava se tornando muito comercial. Há outros motivos que não vale a pena mencionar.

### Apoios no cenário evangélico

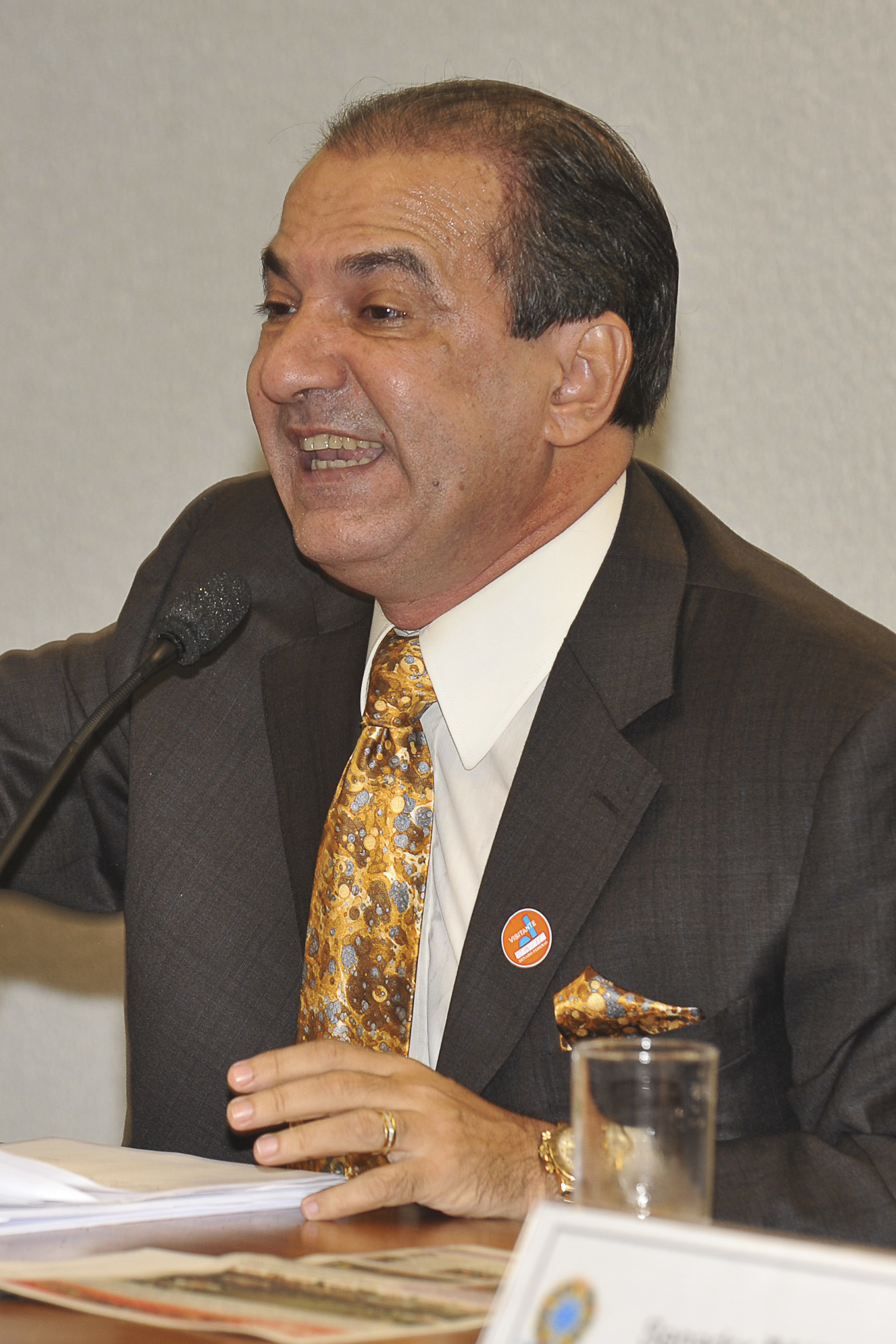
Em programa televisivo, Silas Malafaia chamou os integrantes do Trazendo a Arca de "rebeldes".

A divisão do Toque no Altar e a formação do Trazendo a Arca dividiu opiniões no cenário evangélico. Quando liberado o site do Trazendo a Arca ainda nos primeiros meses de 2007, a banda apresentou um texto escrito pelo pastor Gustavo Bessa, marido de Ana Paula Valadão, do Diante do Trono, chamado "Deserto". A cantora prestou apoio diretamente ao grupo, incluindo uma quase distribuição física dos álbuns futuros do grupo em 2008 pela gravadora Diante do Trono.
Por outro lado, o pastor Marcus Gregório recebeu o apoio de outras figuras, especialmente o pastor Silas Malafaia, que chamou os integrantes da banda de "rebeldes" em uma pregação. No entanto, em janeiro de 2009, Malafaia se desculpou com os músicos.

## Resolução
Com o sucesso do Trazendo a Arca e uma nova formação do Toque no Altar, ambos os grupos começaram a viver tempos menos turbulentos até 2008, mas os processos seguiam em andamento. Já no final de 2009, os 22 processos em andamento teriam sido finalizados por meio de uma reconciliação. Um encontro dos integrantes do Trazendo a Arca com o pastor Marcus Gregório ocorreu no dia 29 de dezembro de 2009. Além deles, Silas Malafaia e Jabes de Alencar estiveram presentes.
A resolução definida após o encontro foi anunciado por Marcus Gregório e Davi Sacer, representando o Trazendo a Arca, falou publicamente sobre o assunto e confirmou. Na época, o cantor disse: "Deus moveu o coração, faltava uma boa conversa com os intermediadores certos. Foi tempo de Deus trabalhar. Ambas as partes, que tem ministérios abençoados, entenderam que era importante deixar para trás e continuar seu ministério servindo a Deus".
Em 2010, por decisão judicial, o nome "Toque no Altar" passou a ser de propriedade de Luiz Arcanjo e Davi Sacer, por serem os compositores da música "Toque no Altar", que tinha inspirado o nome da banda. O Apascentar voltou a usar o nome Ministério Apascentar de Nova Iguaçu para seus álbuns, o que já ocorreu no lançamento de A Vitória da Fé, de 2009.
A igreja também foi condenada ao valor de R$ 150.000, a Luiz e Davi, pelo uso indevido da marca, bem como nos custos de honorários advocatícios. Como justificativa, a juíza argumentou que "serem "inegáveis a dor, o sofrimento e a tristeza de compositores ao ver que o nome de uma de suas músicas — e seu maior sucesso — foi registrado como marca, à sorrelfa, sem o seu consentimento, e, em consequência, serem impedidos sequer de cantá-las em suas apresentações".

### Retornos ao Apascentar
Após o encontro dos integrantes do Trazendo a Arca com o pastor Marcus Gregório, Davi e Verônica Sacer voltaram a frequentar cultos do Ministério Apascentar de Nova Iguaçu. Os dois, na época, estavam ligados à Igreja Batista Betânia, da qual Luiz Arcanjo também era membro. Mais tarde, o cantor relatou que essa reaproximação estimulou-os a tomar a decisão de serem membros da igreja novamente, ação que foi publicamente divulgada no final de maio daquele ano.
Em 10 de abril de 2010, Davi e Verônica anunciaram a saída do Trazendo a Arca por meio do Twitter, com a justificativa de que estavam seguindo "uma direção de Deus". O Trazendo a Arca liberou um comunicado em seu site, afirmando que os músicos estavam seguindo carreira solo e que "tal decisão tem a total aprovação" dos integrantes remanescentes.
Ainda em 2010, Davi Sacer deu impulso a sua carreira solo com o álbum Confio em Ti, cuja captações ao vivo foram promovidas na igreja. Na época, o cantor foi convidado a participar do álbum seguinte do Apascentar, que seria Ao Deus das Causas Impossíveis (2011). Davi participou como compositor de 9 músicas do repertório e interpretou todas as canções. Na época, disse que "Nós tínhamos a sensação de termos deixado algo incompleto, mas Deus, como sempre nos surpreendendo, nos trouxe de volta a membresia do Apascentar e ao convívio e amizade dos pastores Marcus e Christina Gregório, fato que nos deixou imensamente felizes e realizados".
O casal permaneceu como membro do Apascentar por mais anos, até que ambos passaram a fazer parte da Igreja Batista Atitude. Outro integrante do grupo que, mais tarde, se reaproximou do Apascentar foi Ronald Fonseca. O tecladista também chegou a produzir álbuns posteriores do grupo.

### Perspectivas sobre os conflitos

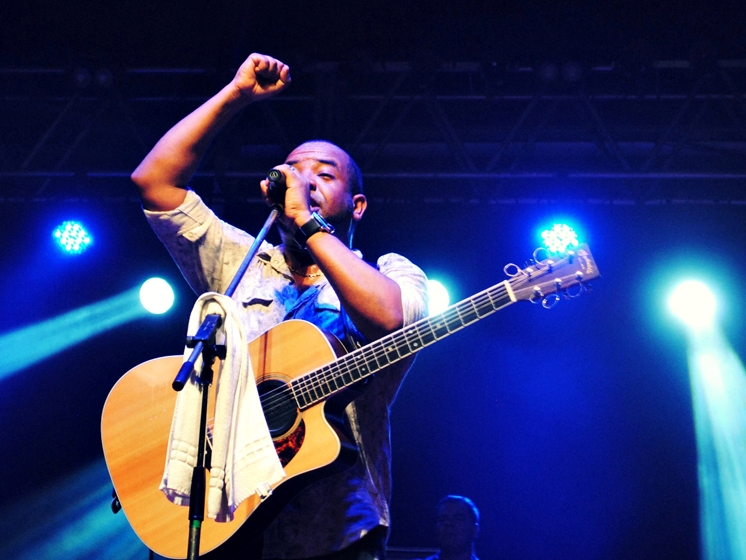
Luiz Arcanjo: "em relação a esses episódios não tenho do que me arrepender".

Em entrevista ao Super Gospel em 2011, já como membro do Ministério Apascentar de Nova Iguaçu, Sacer disse que tinha se arrependido pelos conflitos que tinha se envolvido publicamente em 2007 com a saída da igreja: "Sim, depois destas experiências, ficou claro para mim que não devemos nunca decidir algo sobre pressão ou conflito. Com certeza, se fosse hoje, eu agiria de uma forma sensata e não teria saído do Ministério Apascentar. Eu e minha esposa Verônica lidamos com isto com oração e tendo sempre em mente que a vontade de Deus sempre seria nossa opção".
A mesma pergunta foi feita pelo veículo a Luiz Arcanjo e Ronald Fonseca. Ronald declarou que não faria nada diferente. "O mais importante disso tudo é você ter paz consigo mesmo. Quando isto tudo começou eu me lembro que eu pedia constantemente a Deus para não ser injusto ou precipitado nas minhas decisões. A Bíblia diz: 'No que depender de você, segui a paz com todos'. Esta consciência eu tenho graças a Deus".
Luiz Arcanjo, por sua vez, fez uma reflexão mais longa sobre o que a banda e ele viveram.
É claro que não foi fácil nenhum desses episódios, sobretudo por sermos pessoas públicas, logo, tudo que nos envolve toma uma proporção maior, às vezes as pessoas esquecem que somos pessoas que sentem, que temos emoções, que somos pais, filhos, maridos, irmãos etc.

É claro que sofremos muito com todos esses episódios e muito mais sofreu nossa família. Pra você ter ideia, minha mãe chegou a ser internada quando assistia a um programa de televisão e viu meu nome e de outros do ministério sendo expostos.

Mas meu irmão, quando você tem certeza de quem você é, de qual é a sua missão e principalmente se você tem paixão pelo que faz, você supera toda e qualquer adversidade, tristeza e tempestade. Tivemos que fazer valer na nossa vida o que nós cantamos e ministramos na vida de tanta gente, foi assim que superamos tudo isso. Sinceramente tenho muita coisa pra me arrepender na minha vida, mas em relação a esses episódios não tenho do que me arrepender.

## Legado

### Gestão de catálogo
Desde a formação do Trazendo a Arca, a banda recusou-se a fechar algum contrato com alguma gravadora evangélica. O mais perto disso seria uma parceria de distribuição física de álbuns com a gravadora Diante do Trono, que chegou a ser anunciada em 2008. Na prática, os álbuns Pra Tocar no Manto e Salmos e Cânticos Espirituais, ambos de 2009, foram lançados de forma independente, enquanto os títulos lançados pelo Toque no Altar seguiam sendo distribuídos pela igreja. Isso mudou no final de 2009, com a resolução dos processos judiciais. Os direitos autorais dos álbuns lançados até 2007 se mantiveram com os integrantes do Trazendo a Arca.
Ao mesmo tempo, o grupo passou a cogitar a possibilidade de assinar algum contrato de distribuição com alguma gravadora evangélica, já que afirmaram estarem sobrecarregados com o trabalho fonográfico. Em 2010, a banda passou a visitar várias gravadoras, como a MK Music, mas optaram por assinar com a Graça Music, que tinha contratos artísticos e de distribuição — e que concindentemente tinha tido Mauricio Soares como um de seus diretores tempos antes, mais tarde substituído por Ana Paula Porto. Na ocasião, a gravadora chegou a anunciar que relançaria os trabalhos exclusivos do Trazendo a Arca.
O catálogo do Toque no Altar, por sua vez, só começou a ser gerido junto com o material do Trazendo a Arca quando a banda assinou um contrato de distribuição digital com o selo Digital Music, então associado a Canzion Brasil. Na época, saiu a coletânea 10 Anos, que foi o primeiro projeto a trazer novamente a marca Toque no Altar e reuniu músicas de todos os álbuns do grupo até Salmos e Cânticos Espirituais. A distribuição se manteve pela Digital Music nos anos seguintes, e o projeto gráfico dos discos antigos chegou a ser alterado para incluir o nome do Trazendo a Arca. Mas o grupo, em 2023, moveu um processo de rescisão do contrato vigente e refez a distribuição dos álbuns, agora independentes, pelo selo Uni Records. No mesmo ano, em comemoração aos 20 anos da banda, saiu a coletânea Canções Inesquecíveis. A discografia, até 2006, agora tem créditos ao mesmo tempo a Toque no Altar e Trazendo a Arca.
Entre 2014 e 2016, o Trazendo a Arca manteve um contrato artístico com a gravadora Sony Music Brasil, cuja divisão evangélica tinha Mauricio Soares como diretor. Na ocasião de assinatura de contrato, Soares disse que "Eles marcaram uma geração e fizeram história na música gospel nacional. Acho que poucos artistas conseguiram estourar todas as músicas de um mesmo disco, e essa marca eles possuem! Talvez, não somente com um disco, mas com dois ou três discos, e isso é absolutamente incrível".

### Saúde mental de Ronald Fonseca

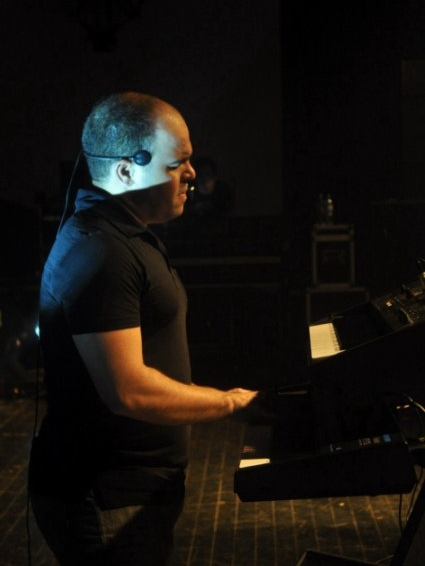
Por seus problemas recorrentes com depressão, Ronald deixou o Trazendo a Arca em 2012.

Com a formação do Trazendo a Arca e o sucesso alcançado com o álbum Marca da Promessa, a banda começou a viajar por todo o Brasil e também por países do exterior, o que os levou a agendas intensas. Para o tecladista Ronald Fonseca, as viagens e as emoções vividas no processo de separação do Toque no Altar provocaram efeitos sobre sua saúde mental que se estenderam nos anos seguintes.
Em janeiro de 2008, quando as agendas diminuíram e o músico se viu em um período de férias e maior tranquilidade, o tecladista sofreu uma crise intensa de depressão e ideações suicidas, que se tornaria recorrente em sua vida. Ele afirma que, na primeira situação de crise, ficou isolado por dois meses em casa com crises de pânico. Para fazer o álbum Ao Vivo no Maracanãzinho (2008), Ronald se submeteu a medicações em março daquele ano. Isso o permitiu completar a pré-produção do DVD e participar da gravação. Na ocasião, ele disse: "Como eu gravei o DVD? Também não sei".
Ronald disse que os problemas se seguiram nos anos seguintes, sempre que a agenda do Trazendo a Arca diminuía, o que o fez passar por vários tratamentos e medicações. Em 2012, durante as gravações do álbum Na Casa dos Profetas, o tecladista passou por outra crise, o que lhe fez escrever um e-mail anunciando sua saída do grupo. Ele afirmou que sua saída não foi compreendida a princípio pelos demais integrantes, o que também se deveu a forma como foi comunicada. A banda acabou por lançar o álbum com teclados gravados por Jamba, mas mantendo os arranjos de Ronald. Os integrantes remanescentes não fizeram nenhum tipo de comunicado público sobre a saída do tecladista e seguiram tocando em shows com instrumentistas contratados. Ronald, por sua vez, afirmou que só alcançou maior estabilidade, em termos de saúde mental, anos depois.
Ronald, com os anos, se tornou um parceiro recorrente de Davi Sacer em carreira solo, e se reuniu com Luiz Arcanjo na gravação do single "Se a Nação Clamar", em 2016. O tecladista, mais tarde, se reuniu com o Trazendo a Arca no álbum O Encontro, de 2020.

### Formações posteriores do Apascentar
Após a resolução dos conflitos judiciais, a igreja nunca conseguiu manter uma formação estável por muitos anos e nem com a mesma popularidade da formação original. Rafael Bitencourt, que assumiu os vocais da banda a partir de 2007, saiu do grupo em 2010 e seguiu carreira solo. Em 2012, durante a gravação do DVD Ao Deus das Causas Impossíveis, foi anunciado que Alexandre Dias seria o novo vocalista. Mas o lançamento do projeto foi cancelado logo que Dias deixou o grupo. Uma nova formação se consolidou em meados de 2013, com a liderança do cantor e compositor Samuel Vinholes. Sob esta fase, o grupo chegou a lançar o álbum Há Poder no Nome de Jesus. Mas Vinholes deixou a banda tempos depois, e passou a frequentar a igreja Sobre as Águas, fundada por Luiz Arcanjo e André Mattos. Em 2023, o Apascentar retornou com outra formação e anunciou o álbum Legado, com o cantor Kelvyn Lucena. Pela primeira vez, canções anteriores da banda foram contempladas, incluindo também faixas exclusivas do Trazendo a Arca, como "Sobre as Águas".